# Malaxis unifolia
Malaxis unifolia là một loài phong lan có ở miền đông Canada, miền trung và miền đông Hoa Kỳ tới Trung Mỹ và vùng Caribe.

## Đồng nghĩa
- Orchis ophioglossoides Walter
- Malaxis ophioglossoides Muhl. ex Willd.
- Achroanthes unifolia (Michx.) Raf.
- Microstylis ophioglossoides (Muhl. ex Willd.) Nutt. ex Eaton
- Prescottia ophioglossoides (Muhl. ex Willd.) Spreng.
- Microstylis ophioglossoides var. mexicana Lindl.
- Achroanthes laxiflora Raf.
- Achroanthes obtusifolia Raf.
- Malaxis thlaspiformis A.Rich. & Galeotti
- Microstylis unifolia (Michx.) Britton, Sterns & Poggenb.
- Microstylis grisebachiana Fawc. & Rendle
- Malaxis grisebachiana (Fawc. & Rendle) Fawc. & Rendle
- Malaxis unifolia f. bifolia Mousley
- Malaxis unifolia f. variegata Mousley
- Malaxis amplexicolumna E.W.Greenw. & R.Gonzál